# 277 (număr)
277 (două sute șaptezeci și șapte) este numărul natural care urmează după 276 și îl precede pe 278.

## Proprietăți matematice
277 este al 59-lea număr prim. Este cel mai mic prim p astfel încât suma inverselor primelor până la p este mai mare decât doi. Deoarece 59 este el însuși prim, 277 este un superprim.
Deoarece niciun număr adunat la suma cifrelor sale nu are ca rezultat 277, înseamnă că este un număr Devlali. Următorul număr prim este 367.